# 矢野宏 (評論家)
矢野 宏（やの ひろし、1935年4月7日 - 2025年2月3日）は、日本の英語評論家、エッセイスト。
愛媛県松山市生まれ。松山東高等学校、クラーク大学卒業。その後ミシシッピ大学を卒業、ノースウエスト航空に勤務。桜美林大学非常勤講師、桜美林高等学校教諭。日本英語検定協会準1級元面接委員。
2025年2月3日、東京都内の特別養護老人施設にて逝去。享年89歳。

## 著書
- 『アメリカンスラング 俗語の諸相』有朋舎 1982年
- 『英検準2・3級ここで差がつく会話表現』旺文社 1995年
- 『英会話基本中の基本フレーズ なるほど通じるネイティブ表現250』語研 1999年
- 『基本の英語でこなせる実用英会話 かんたんな構文と動詞で話せるフレーズ292』ノヴァ 2000年
- 『America in 1950’s :私が体験した「黒と白の視点」』日本文学館 2004年
- 『英語の通になるための-英会話「決まり文句」セレクション』語研 2005年
- 『対話で覚える英会話 聞く力・答える力が同時に身につく!』ユニコム 2013年

監修
- 『Twitter|Facebookで今すぐ使える英語表現1200』監修 語研編集部編 語研 2012年

翻訳
- G.ストリッカーズ『スラング・イディオム英会話 日常よく使われる』UNICOM Inc.,1989年